# Roger David Casement
Roger David Casement (eller på irsk Ruairí Daithi Mac Easmainn, 1. september 1864 – 3. august 1916) - også kendt som Sir Robert Casement, Kt. CMG mellem 1911 og tidspunktet kort før hans død, hvor han blev frataget sit ridderskab - var en irsk nationalist, separatist, aktivist, patriot og digter.
Casement var britisk konsul af profession. Han blev berømt for sine rapporter om og handlinger mod voldelige overgreb imod de indfødte befolkninger i Fristaten Congo og Peru, samt for sit arbejde med Tyskland forud for Irlands påskeopstand i 1916. I Afrika arbejdede han for kommercielle interesser og senere i tjeneste for Storbritannien. Som ung var han en tilhænger af Charles Stewart Parnell.
Boerkrigen og hans undersøgelser som konsul af forbrydelserne i Congo, ændrede Casements politiske holdninger, først til anti-imperialist og senere til irsk republikaner og separatist. Han forsøgte at vinde tysk støtte til et oprør i Irland mod britisk styre. Kort før påskeopstanden rejste han til Irland og blev arresteret. Han blev efterfølgende dømt og henrettet for forræderi.

## Baggrund
Casement blev født nær Dublin og boede i sin tidligste barndom i Doyle's Cottage, Lawson Terrace, Sandycove. Hans far Roger Casement, der var protestant og kaptajn ved dragonregimentet Kings Own Royal Regiment of Dragoons, var søn af den konkursramte shippingkøbmand Hugh Casement fra Belfast, der senere flyttede til Australien. Kaptajn Casement havde tjent i den første anglo-afghanske krig i 1842 og meldte sig frivilligt til at kæmpe i den ungarske revolution i 1848, men nåede først frem, efter at revolutionen var endt med overgivelsen ved Világos. Casements mor, Anne Jephson fra Dublin (hvis herkomst er uvis), fik ham som treårig hemmeligt gendøbt i den katolske tro i Rhyl. Anne døde i Worthing, muligvis af alkoholisme, da hendes søn var ni år gammel. Tre år senere døde hans far, efter at have tilbragt sin sidste tid i Ballymena, afhængig af sine pårørendes støtte.

## Karriere
Selv om Casement nedstammede fra velstående irske familier, tilbragte han sin barndom og ungdom i fattigdom. Hans fars familie i Ulster ville ikke betale nogen højere uddannelse for drengen, og Casement måtte ud og arbejde, da han var seksten. Først var han kontorist ved et shippingfirma i Liverpool, Elder Dempster, ejet af Alfred Lewis Jones, der senere skulle blive en modstander i Congo-sagen. Efter kort tid tog Casement til Afrika som agent for Elder Dempster. Otte år senere tog han steget over i udenrigstjenesten. Løbebanen som diplomat var imidlertid forbeholdt mænd med universitetsuddannelse, og som konsul måtte Casement i det daglige assistere forvildede søfolk, samt købmænd, der skændtes med lokale leverandører. Højdepunktet i hans karriere var to rapporter, han skrev om kolonimagternes overgreb mod befolkningen i Congo og Peru. På en tid, da europæisk imperialisme ellers blev fremstillet som et filantropisk civiliseringsprojekt, afslørede Casement, at det i stedet drejede sig om en rå udnyttelse af forsvarsløse mennesker. Hans brændende engagement for de undertrykte sikrede ham en plads hos den britiske elite. I 1911 blev han adlet af kong George. Casement vurderede at afslå udmærkelsen, da han som irsk separatist hadede England, men besindede sig. 

## "De sorte dagbøger"
Casement var homoseksuel, og især tiltrukket af teenagerdrenge. Hans åbenhjertige dagbøger blev derfor afgørende i retssagen mod ham. Der var aldrig særlig tvivl om hans rolle som medskyldig i påskeopstanden; men da de groveste afsnit fra hans dagbøger blev vist til offentlige personer og støttespillere, veg de fleste tilbage i forfærdelse, og ethvert håb om mildhed var tabt. 
Få dage efter Casements ankomst til London for at blive afhørt, modtog Scotland Yard et udvalg af hans ejendele, deriblandt fire dagbøger, hvor han på side efter side dokumenterede sine tilbøjeligheder. "De sorte dagbøger", som de blev heddende, stammede fra 1903, 1910 og 1911, og omfattede nogle af hans perioder som konsul i Afrika og Sydamerika, samt på orlov i hjemlandet. Dagbøgerne skildrede en mand på rastløs jagt efter nye partnere og tilfældigt, seksuelt samvær, straks lejligheden bød sig. Mario Vargas Llosa har fremstillet Casement som en skamfuld homoseksuel, hjemsøgt af skyldfølelse. Intet kunne være fjernere fra virkeligheden og Casements uhæmmede glæde over samkvemmet. Efterforskerne i London konkluderede med, at Casement var moralsk forkvaklet, en forræder mod sit køn og sin klasse, en afviger af værste sort. Hans venner turde derfor ikke andet end at holde en lav profil, for ikke selv at sværtes af hans skandaløse rygte. Britiske myndigheder havde frygtet, at præsident Woodrow Wilson ville presse på for at få Casement benådet; og kopier af dagbøgerne blev derfor sendt til USA for at vende stemningen mod ham. 

## Dødsdommen
Langfredag 1916 blev Casement arresteret i Kerry efter at være vendt tilbage til Irland i en tysk ubåd. Han sad fanget i Pentonville-fængslet i London, tiltalt for at have brudt Treason Act fra 1351. Gennem årene var det ældgamle pergament åbnet og foldet så mange gange, at dommerne ikke helt kunne skelne, hvad der var pennestrøg, og hvad der var brudlinjer. Casements sagførere hævdede, at loven ikke kunne anvendes mod ham, men kun omhandlede kupforsøg planlagt på De britiske øer. (Casement havde opholdt sig i Tyskland, da planerne for oprøret i Dublin blev lagt, og var dermed ingen landsforræder ud fra lovens ordlyd.) Denne argumentation var baseret på, at et mærke i lovteksten var et komma, der formede sætningen, så denne tolkning fremkom. Mod retssagens slutning sad to dommere i flere timer og studerede med lup to udgaver af den originale lovtekst, men konkluderede med, at forsvarerne måtte have taget fejl: "Vi tror, der var et afbrud, ikke markeret med en pen, men som et resultat af sammenfoldning gennem seks århundreder." Da Casements hovedforsvarer forsøgte at påpege det helt urimelige i, at regeringen ikke løftede en finger, da Ulster-unionisterne før krigen truede med statskup, var han så udmattet, at han måtte afbryde, fordi "jeg er brudt fuldstændigt sammen." Hoveddommeren var plaget af ekstreme tics, og så dermed ud, som om han til stadighed sad og grinede af begivenhederne. Selv da han læste Casements dødsdom op, rykkede hans ansigt til i noget, der tog sig ud som en djævelsk latter. Til overmål var han og hans to meddommere så udkørte, at de havde sat de sorte huer (til brug ved oplæsning af dødsdomme) skævt på. 
Casement var den eneste oprørsleder, der blev henrettet udenfor Irland. Først i 1965 blev hans levninger sendt tilbage til Irland, hvor han 1. marts blev stedt til hvile ved statsbegravelse på Glasnevin kirkegård i Dublin.  Her markerede man i 2016 100-årsdagen for hans død. 